# Thomas Mor Alexandros
Thomas Mor Alexandros (Aleksander) – duchowny Malankarskiego Syryjskiego Kościoła Ortodoksyjnego, będącego częścią Syryjskiego Kościoła Ortodoksyjnego, od 2012 biskup pomocniczy Patriarchatu Indii..